# Issam John Darwich
Issam John Darwich BS, AM, auch Issam John Darwish (* 4. Mai 1945 in Damaskus, Syrien) ist ein syrischer Geistlicher und emeritierter Erzbischof der Melkitisch-griechisch-katholischen Kirche von Zahlé und Furzol im Libanon.

## Leben

### Frühe Jahre und Ausbildung
Issam Darwich, sein Taufname ist Johannes (en.: John), wurde als Sohn von Hanna Khoury Darwich und seiner Frau Naayem, geborene Mayaleh, in Damaskus geboren. Er trat der Ordensgemeinschaft der Basilianer vom Heiligsten Erlöser bei, besuchte von 1965 bis 1972 das Kollege des Heiligen Erlösers in der Nähe von Sidon und schloss an der Heilig-Geist-Universität Kaslik  mit dem Bachelor für Philosophie und Theologie ab. 1971 wurde er zum Diakon geweiht und empfing am 17. September 1972 die Priesterweihe durch Erzbischof Saba Youakim von Petra und Philadelphia.

### Leben im Libanon
Nach der Priesterweihe übernahm er von 1972 bis 1976 Lehrtätigkeiten an der Schule des heiligen Erlösers. 1972 wurde er Kaplan und Almosenier der „Internationalen Apostolischen Bewegung für Kinder“ (IMAC). Von 1976 bis 1978 war er Leiter eines Waisenhauses in Sidon und gründete seit 1977 mehrere Ausbildungszentren für Erwachsene. Im Jahr 1978 wurde er Regens vom Kollege des Heiligen Erlösers in Jounieh und übernahm die Leitung des Priesterseminars und der Laienausbildung. 1983 wurde er zum Direktor des "Friendship Home" in Zahlé ernannt. 1983 gründete und baute er die St. Joseph High School in El Houch Omara. Zwischen 1985 und 1996 gründete er in Forzul, Zahlé und West-Bekaa mehrere Bildungs- und Betreuungseinrichtungen für Jugendliche, Kinder und Erwachsene. 
Von 1990 bis 1996 war er Beisitzer im Ordenskapitel der Basilianer-Salvatorianer, 1990 wurde er als Vertreter des Libanon in das Internationale Büro für Kinder gewählt. 1995 wurde er in das Internationale Komitee für Erwachsenenbildung in Frankreich gewählt und zum Generalvikar der Basilianer berufen. 1989 wurde er durch den libanesischen Präsidenten Élias Hrawi mit der von Sheikh Boutros Harb gestifteten Goldmedaille für Verdienste um die Bildung ausgezeichnet.

### Eparch von Australien und Neuseeland
Die Synode der melkitischen griechisch-katholischen Kirche wählte Issam John Darwich zum Bischof der in Australien lebenden melkitischen Christen. Am 4. August 1995 erfolgte die päpstliche Ernennung zum Bischof der Eparchie Erzengel Sankt Michael in Sydney. Die Bischofsweihe wurde ihm am 11. Mai 1995 durch den Patriarchen von Antiochien, Maximos V. Hakim, gespendet; Als Mitkonsekratoren assistierten Erzbischof François Abou Mokh, Weihbischof in Antiochien, und Erzbischof André Haddad BS von Zahlé und Furzol. Die Amtseinführung fand am 2. Juni 1996 statt. 1997 wurde er zum Generalsekretär der Bischofskonferenz gewählt. Im Jahr 1999 dehnte Papst Johannes Paul II. den Jurisdiktionsbereich der Eparchie auch auf Neuseeland aus.
2003 rief Darwich die Gründung der „Australischen Christlich-muslimischen Gemeinschaft“ ins Leben, er folgte damit der Tradition der melkitischen Bischöfe, die sich für den interreligiösen Dialog einsetzen. Ebenfalls im Jahr 2003 wurde er Mitglied der „Bischöflichen Kommission für Ökumene und Interreligiöse Beziehungen“ der australischen Bischofskonferenz, 2009 wurde sein Mandat verlängert. Er forciert seit 2000 die Öffentlichkeitsarbeit der melkitischen Kirche in Australien und Neuseeland und konnte 2005 die erste Zeitschrift herausgeben. 2009 approbierte und veröffentlichte er die Satzung der Eparchie Erzengel Sankt Michael in Sydney.
Er war Mitkonsekrator bei der Weihe Bischof Sleiman Hajjars BS von Saint-Sauveur de Montréal in Kanada. 
Als Teilnehmer an der Sonderversammlung der Bischofssynode zum Thema „Christen im Nahen Osten im Oktober 2010 in Rom intervenierte er beim Schlussbericht. In drei Abschnitten führte er zunächst die gute Zusammenarbeit der christlichen Kirchen in Australien und Neuseeland an, die aus Ägypten, dem Sudan und Syrien stammen. Er führte aus, dass auch der interreligiöse Dialog zwischen den muslimischen und christlichen Gemeinden gute Ergebnisse zeige. Er wandte sich dann der Situation im Nahen Osten zu und erklärte, dass er im Nahen Osten eine große Intoleranz unter den katholischen Ostkirchen, vor allem beim Klerus und in der kirchlichen  Administration, erkannt habe. Er erinnerte an die Worte von Papst Benedikt XIV.: "Die Kirche Jesu Christi ist nicht lateinisch noch griechisch noch slawischen, sondern katholisch.“ Er bedauere, dass diese Worte nicht von allen Geistlichen im Nahen Osten so verstanden würden. Eine weitere kritische Bemerkung galt der fehlenden Kommunikation der katholischen Ostkirchen, sie sei oberflächlich, führe sehr wenig zur Zusammenarbeit und ist auf die eigenen Vorteile gerichtet. Letztlich ging er auf die Rolle der Laien ein, diese müssten mehr auf das brüderliche Zusammenleben mit anderen religiösen Gemeinschaften vorbereitet werden.

### Erzbischof
Die Synode der Melkitisch-griechisch-katholische Kirche wählte Issam John Darwich am 25. Juni 2010 zum Erzbischof von Zahlé und Furzol. Papst Benedikt XVI. bestätigte am 15. Juni 2011 die Wahl des Erzbischofs und er wurde am 14. August 2011 in sein Amt eingeführt.

## Werke
- 2007 in arabischer Sprache: " وجه المسيح - رؤية من الشرق "  (de:. „Das Antlitz Christi - Eine Vision aus dem Osten“)
- 2007 "Eine Brücke für die Einheit", die melkitische griechisch-katholische Kirche in Australien.
- 2009 "Eine Reise mit dem heiligen Paulus".
- 2010 "Der Priester! Identität und Mission". (nur im Libanon)